# I. Ferdinánd toszkánai nagyherceg
I. Ferdinánd nagyherceg (Ferdinando de’ Medici) (Firenze, 1549. július 30. – Firenze, 1609. február 3.) toszkánai nagyherceg (grandduca) 1587. október 19. és 1609. február 7. között; uralma alatt nagymértékben nőtt az ország hatalma és jóléte.

## Családja

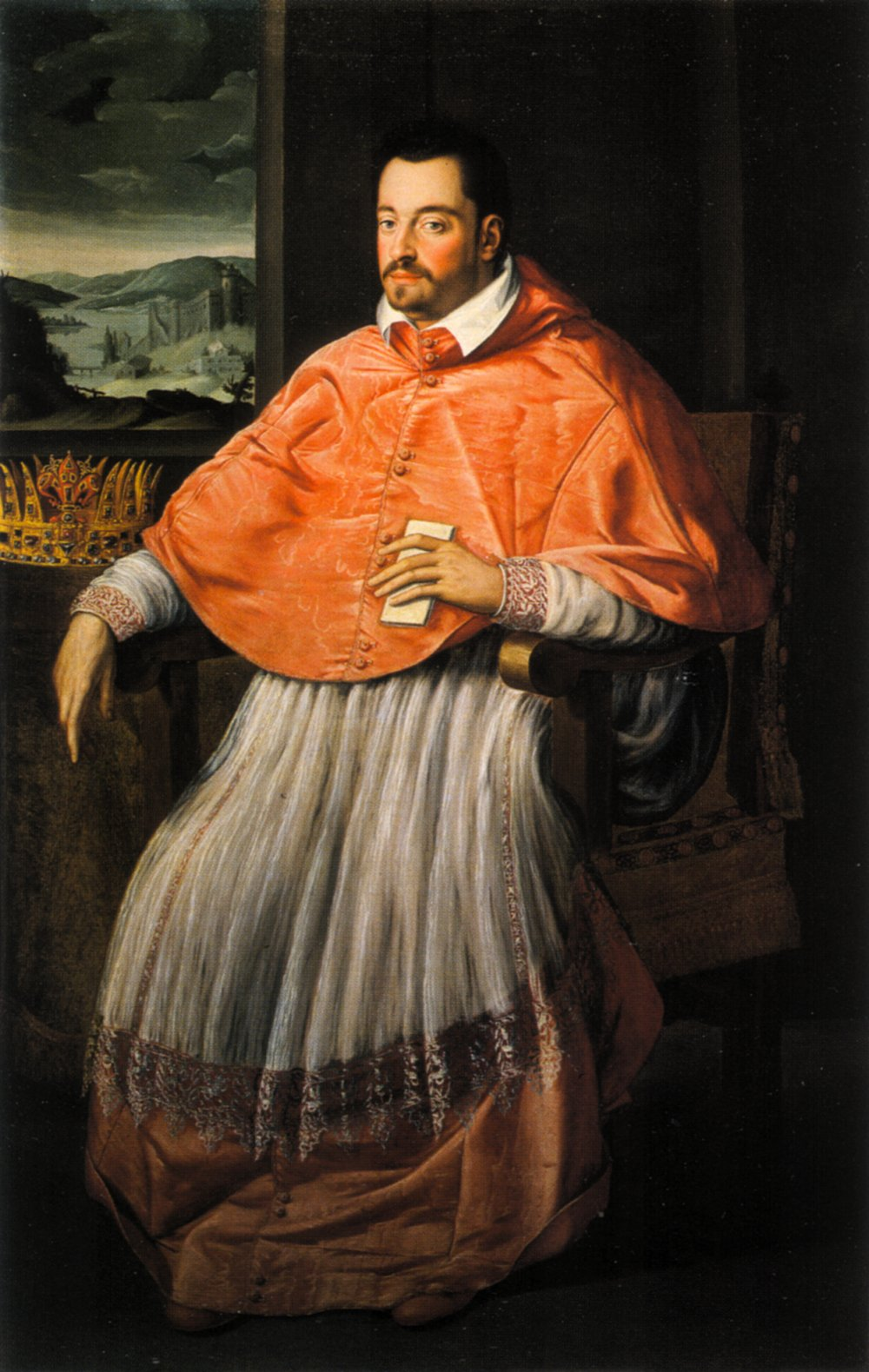
Ferdinánd de’ Medici bíboros

I. Cosimo de’ Medici (1519–1574) nagyherceg és Toledói Eleonóra firenzei hercegné (1519–1562) gyermeke, Francesco (1541-1587) nagyherceg öccse. 1589-ben vette feleségül III. Károly (1543-1608) lotaringiai herceg lányát, Lotaringiai Krisztina (1565-1637) hercegnőt. A házassággal – amely a Franciaország iránti közeledés politikáját jelképezte – az itáliai spanyol befolyást akarták ellensúlyozni.

## Mecénás
Ferdinándot 14 éves korában bíborossá nevezték ki. Rómában élt, amikor bátyja, Francesco fiú utód nélkül meghalt, így a nagyhercegi címet ő örökölte (1587). Csak 1589-ben mondott le bíborosi rangjáról, mikor megnősült. Habár kevéssé vonzódott a vallásos élethez, mégis megalapította a Propaganda Fide elnevezésű missziós társaságot és tanúbizonyságát adta kiváló irányítóképességének. Rómában bőven volt lehetősége arra, hogy a klasszikus szobrok iránti vonzalmának áldozzon. Ezekből nagy gyűjteményre tett szert, amely főként görög eredetik római másolataiból állt. Ebben a gyűjteményben volt a Medici Vénusz is. A szoborgyűjtemény elhelyezésére villát vásárolt a Pinción és amikor a bátyja meghalt, sok szobrot hazavitt magával Firenzébe. Pompás vadászkastélyt építtetett Artiminóban és tovább költötte a pénzt a Pitti-palotára és a Boboli-kertre, kibővítve az Uffizi képtárat. Több ritka kéziratot szerzett be Perzsiából és Egyiptomból a Medici-könyvtár számára. Firenzében kórházak épültek és Pisában kollégium alakult tudósok számára. Megerősítette az apjától örökölt flottát és Livorno tovább fejlődött. Egész Európából érkeztek Firenzébe polgárok, akiket vonzott a nagyherceg vallási türelmi ígérete. Szent Lőrinc ünnepén bevezetett egy új és kedves szertartást: minden évben hozománnyal látott el olyan szegény lányokat, akik különben nehezen találtak volna férjet.

## Politikus
Uralkodása kezdetén Ferdinánd 38 éves volt. Sokkal kellemesebb ember volt, mint testvére, akit ő sohasem kedvelt. Habár különc – és feltűnésre vágyó ember volt – azonnal Firenze sorsával kezdett el foglalkozni. Úgy tűnt, hogy erővel is készen áll megőrizni városa függetlenségét. Ez ellentétben állt testvére politikájával, aki szerette megkerülni a gondokat. Ferdinánd viszonylag jóindulatú és hatékony uralma alatt a kormányzat kevésbé volt korrupt, a pénzügyek rendeződtek, felvirágzott a kereskedelem és a mezőgazdaság. Ferdinánd titkos kölcsönökkel segítette Navarrai Henriket, még mielőtt Henrik áttért a római katolikus hitre. A pénzre Henriknek ahhoz a háborúhoz volt szüksége, amelynek eredményeképpen IV. Henrik néven a francia trónra lépett. 1591-ben – ugyanebben a háborúban – a toscanai csapatok elfoglalták If várát és ezzel meghiúsították a Marseille-re vonatkozó spanyol terveket. Némi nézeteltérés alakult ki Ferdinánd és Henrik között, mielőtt Ferdinánd visszahívta a helyőrséget If várából (1598). Barátságukat azonban újból megerősítette, hogy Henrik 1600-ban feleségül vette Ferdinánd unokahúgát, Medici Máriát (1573-1642).
Ferdinánd az osztrák Habsburgokkal is meg akarta őrizni a jó viszonyt, így fia, Cosimo 1608-ban feleségül vette Mária Magdaléna főhercegnőt, II. Rudolf német-római császár unokatestvérét, a toscanai csapatok pedig segítettek az osztrákoknak a törökök elleni háborúban.

## Halála
Ferdinánd halála után tizenkilenc éves fia, II. Cosimo nagyherceg tovább növelte költséges ünnepségeivel a család hírnevét.

## Külső hivatkozások
- A Mediciek fénykora (magyar és angol nyelven). mediciek.hu. [2010. március 18-i dátummal az eredetiből archiválva]. (Hozzáférés: 2010. szeptember 11.)
- ki, hol és mikor? (a "Miért éppen Firenze" blog linkjei). kiholesmikor.blogspot.com. (Hozzáférés: 2010. szeptember 11.)

| Előző uralkodó: I. Ferenc | Toszkána nagyhercege 1587–1609 Medici-család | Következő uralkodó: II. Cosimo |